# Mistrovství světa juniorů v ledním hokeji 1993
Mistrovství světa juniorů v ledním hokeji 1993 se konalo 26. prosince 1992 až 4. ledna 1993 ve švédských městech Gävle, Falun, Uppsala a Bollnäs.
Mužstvo SNS bylo nově nahrazeno v elitní skupině Ruskem.

## Pořadí
| pozice | Tým               | Z | GS | GI | B  |
| ------ | ----------------- | - | -- | -- | -- |
| 1.     | Kanada            | 7 | 37 | 17 | 12 |
| 2.     | Švédsko           | 7 | 53 | 15 | 12 |
| 3.     | Česko a Slovensko | 7 | 38 | 27 | 9  |
| 4.     | USA               | 7 | 32 | 23 | 8  |
| 5.     | Finsko            | 7 | 31 | 20 | 7  |
| 6.     | Rusko             | 7 | 26 | 20 | 6  |
| 7.     | Německo           | 7 | 16 | 37 | 2  |
| 8.     | Japonsko          | 7 | 9  | 83 | 0  |

## Výsledky
26.12.1992

Kanada - USA 3:0 (1:0, 2:0, 0:0)

Rusko - Japonsko 16:0 (6:0, 4:0, 6:0)

Finsko - ČSFR 5:2 (0:0, 4:2, 1:0)

Švédsko - Německo 4:2 (1:0, 2:0, 1:2)

27.12.1992

Kanada - Švédsko 5:4 (0:1, 3:1, 2:2)

Rusko - Německo 4:0 (2:0, 2:0, 0:0)

Finsko - Japonsko 7:0 (2:0, 2:0, 3:0)

ČSFR - USA 6:5 (1:1, 2:2, 3:2)

29.12.1992

Kanada - Rusko 9:1 (3:0, 1:1, 5:0)

Finsko - Německo 11:0 (2:0, 5:0, 4:0)

USA - Japonsko 12:2 (5:0, 4:2, 3:0)

Švédsko - ČSFR 7:2 (3:1, 2:1, 2:0)

30.12.1992

Kanada - Finsko 3:2 (2:0, 0:1, 1:1)

ČSFR - Rusko 1:1 (1:0, 0:1, 0:0)

Švédsko - Japonsko 20:1 (3:1, 9:0, 8:0) (Forsbergových deset bodů za tři góly a sedm asistencí je dodnes rekordem v rámci jednoho utkání MSJ)

USA - Německo 4:3 (2:0, 2:1, 0:2)

Na přelomu roku byla rozdělena Česká a Slovenská Federativní Republika, mužstvo Československa dokončilo turnaj pod hlavičkou nově vzniklých států

1.1.1993

Kanada - Německo 5:2 (2:1, 2:1, 1:0)

Česko a Slovensko - Japonsko 14:2 (3:0, 4:1, 7:1)

Finsko - Rusko 1:1 (0:0, 0:1, 1:0)

Švédsko - USA 4:2 (3:2, 0:0, 1:0)

2.1.1993

Kanada - Japonsko 8:1 (5:1, 1:0, 2:0)

Švédsko - Finsko 9:2 (2:2, 4:0, 3:0)

Česko a Slovensko - Německo 6:3 (5:0, 1:2, 0:1)

USA- Rusko 4:2 (1:1, 2:0, 1:1)

4.1.1993

Česko a Slovensko - Kanada 7:4 (2:1, 1:2, 4:1)

Německo - Japonsko 6:3 (2:0, 3:1, 1:2)

Švédsko - Rusko 5:1 (1:0, 3:1, 1:0)

USA - Finsko 5:3 (1:1, 3:0, 1:2)

## Soupisky
Kanada
Brankáři: Manny Legace, Philippe De Rouville

Obránci: Mike Rathje, Chris Pronger, Jason Smith, Brent Tully, Darcy Werenka, Adrian Aucoin, Joël Bouchard

Útočníci: Martin Lapointe, Paul Kariya, Martin Gendron, Jeff Shantz, Tyler Wright, Jason Dawe, Alexandre Daigle, Ralph Intranuovo, Jeff Bes, Nathan LaFayette, Chris Gratton, Rob Niedermayer, Dean McAmmond.
  Švédsko
Brankáři: Petter Rönnquist, Johan Månsson

Obránci: Edvin Frylén, Niclas Hävelid, Johan Tornberg, Hans Jonsson, Kenny Jönsson, Daniel Glimmenvall, Mikael Magnusson

Útočníci: Andreas Johansson, Mats Lindgren, Andreas Salomonsson, Niklas Sundblad, Magnus Wernblom, Reine Rauhala, Peter Forsberg, Markus Näslund, Mikael Håkanson, Clas Eriksson, Roger Rosén, Fredrik Bremberg, Niklas Sundström.
 Česko a Slovensko (při medailovém ceremoniálu visela vlajka mezinárodní hokejové federace)
Brankáři: Pavel Maláč, Igor Murín

Obránci: Jan Vopat, Pavel Rajnoha, Pavel Kowalczyk, Stanislav Neckář, Radim Bičánek, Václav Burda, Zdeněk Toužimský, František Kaberle

Útočníci: David Výborný, Pavol Demitra, Michal Černý, Petr Ton, Kamil Koláček, Patrik Krišák, Richard Kapuš, Tomáš Němčický, Roman Kaděra, Ondřej Steiner, Miroslav Škovíra, Tomáš Klimt.
 USA 
Brankáři: Jeff Callinan, Jim Carey

Obránci: Adam Bartell, Brent Bilodeau, Dan Brierley, Liam Garvey, Todd Hall, Brian Rafalski, Mark Strober, David Wilkie

Útočníci: Jim Campbell, Adam Deadmarsh, John Emmons, Chris Ferraro, Peter Ferraro, Brady Kramer, Todd Marchant, Pat Mikesch, Pat Peake, Mike Pomichter, Brian Rolston, Ryan Sittler.
 Finsko 
Brankáři: Markus Hätinen, Ilpo Kauhanen

Obránci: Jarkko Glad, Tuomas Grönman, Janne Grönvall, Sami Helenius, Tom Koivisto, Jani Nikko, Jukka Ollila, Kimmo Timonen

Útočníci: Timo Hirvonen, Sami Kapanen, Jussi Kiuru, Saku Koivu, Antti Laaksonen, Jere Lehtinen, Mikko Luovi, Ville Peltonen, Kimmo Rintanen, Pasi Saarela, Kalle Sahlstedt, Jonni Vauhkonen.
 Rusko
Brankáři: Nikolaj Chabibulin, Alexej Poljakov

Obránci: Nikolaj Culigin, Vladimir Čebaturkin, Igor Ivanov, Andrej Jachanov, Maxim Galanov, Sergej Gončar, Artur Oktjabrev, Nikolaj Sjomin, Stanislav Šalnov

Útočníci: Igor Alexandrov, Oleg Bělov, Sergej Brylin, Alexandr Čerbajev, Pavel Efstigněv, Alexej Jašin, Alexandr Guljavcev, Sergej Klimovič, Viktor Kozlov, Sergej Marčkov, Vadim Šarifjanov, Vitalij Tomilin.
 Německo
Brankáři: Marc Petkhe, Marc Seliger

Obránci: Rafael Jedamzik, Mirko Lüdemann, Michael Maass, Jochen Molling, Mathias Mossebach, Michael Schmitz, Heiko Smazal, Norbert Zabel

Útočníci: Fabian Brännström, James Dreseler, Sven Felski, Andre Grein, Robert Hock, Markus Kempf, Thomas Knobloch, Mike Losch, Stefan Mann, Moritz Schmidt, Alexander Serikow, Ralf Stärk.

 Japonsko
Brankáři: Tomohiro Baba, Keniči Hirajiwa

Obránci: Jutaka Ebata, Akihito Isodžima, Jutaka Kawaguči, Hironori Kwašima, Hirojuki Miura, Juiči Sasaki, Taidži Susumago

Útočníci: Šiniči Ibataši, Akita Ihara, Širo Išiguro, Gen Išioka, Juji Jizuka, Naoto Ono, Tsusumi Otomo, Mitsujaki Nitta, Hidejuki Sano, Džundži Sakata, Daisuke Sasoja, Hideji Tsučida, Šindžiro Tsudži.

## Turnajová ocenění
|                            | Brankář          | Obránce        | Obránce        | Útočníci        | Útočníci       | Útočníci       |
| -------------------------- | ---------------- | -------------- | -------------- | --------------- | -------------- | -------------- |
| Ceny direktoriátu IIHF     | Manny Legace     | Janne Grönvall | Janne Grönvall | Peter Forsberg  | Peter Forsberg | Peter Forsberg |
| All-Star Tým (podle médií) | Manny Legace     | Kenny Jönsson  | Brent Tully    | Paul Kariya     | Peter Forsberg | Markus Näslund |
| Druhý All-Star Tým         | Petter Rönnqvist | Mike Rathje    | Janne Grönvall | Martin Lapointe | Saku Koivu     | Ville Peltonen |

### Produktivita
| Hráč             | G  | A  | Body |
| ---------------- | -- | -- | ---- |
| Peter Forsberg   | 7  | 24 | 31   |
| Markus Näslund   | 13 | 11 | 24   |
| David Výborný    | 6  | 9  | 15   |
| Niklas Sundström | 10 | 4  | 14   |
| Jere Lehtinen    | 6  | 8  | 14   |

## Nižší skupiny

### B skupina
Šampionát B skupiny se odehrál v Lillehammeru a v Hamaru v Norsku, postup na MSJ 1994 si vybojovali Švýcaři, naopak sestoupili Nizozenci.
1.  Švýcarsko

2.  Norsko

3.  Itálie

4.  Rakousko

5.  Francie

6.  Polsko

7.  Rumunsko

8.  Nizozemsko

### Kvalifikace o C skupinu
Před samotným šampionátem C skupiny se odehrála kvalifikace v Rize v Lotyšsku a v Minsku v Bělorusku. V té startovalo devět mužstev - premiérově šest postsovětských zemí a dva státy oddělené od Jugoslávie. Spolu s nimi i Řecko, které již v minulosti startovalo v C skupině.
| Skupina v Lotyšsku 1. Lotyšsko 2. Slovinsko 3. Estonsko 4. Chorvatsko 5. Řecko | Skupina v Bělorusku 1. Ukrajina 2. Kazachstán 3. Bělorusko 4. Litva |

Finále (Riga, Lotyšsko)
Lotyšsko - Ukrajina 1:2

### C skupina
Šampionát C skupiny se odehrál v Odense v Dánsku, postup do B skupiny MSJ 1994 si vybojovali Ukrajinci.
1.  Ukrajina

2.  Dánsko

3.  Maďarsko

4.  Bulharsko

5.  Velká Británie

6.  KLDR

7.  Španělsko

8.  Jižní Korea